# Zsófia Konkoly
Zsófia Konkoly, née le 12 mars 2002 à Pécs, est une nageuse handisport hongroise concourant en S9. Elle est double championne paralympique (2020, 2024) et triple championne du monde (2022, 2023).

## Carrière
Konkoly est née avec le bras sous-développé et commence la natation à l'âge de six ans en 2008. Elle fait ses études à l'université de Pécs.
En 2016, Zsófia Konkoly fait ses débuts paralympiques à Rio en remportant la médaille de bronze du 100 m papillon S9. Elle n'a alors que 14 ans. L'année suivante, elle monte sur son premier podium mondial avec le bronze sur le 100 m dos S9. Aux Jeux paralympiques d'été de 2020, elle remporte l'or sur le 100 m papillon S9 en battant le record paralympique en 1 min 6 s 55 devant l'Américaine Elizabeth Smith et l'Espagnole Sarai Gascon. Elle remporte également deux médailles de bronze sur le 200 m 4 nages SM9 en 2 min 33 s 00 et sur le 400 m nage libre S9 en 4 min 36 s 76. 
Aux Championnats du monde 2023, elle est sacrée championne du monde du 200 m 4 nage SM9 en 2 min 35 s 91 et termine 2e du 100 m papillon S9 en 1 min 8 s 63 ainsi que 4e du 400 m nage libre S9 en 4 min 48 s 96. Elle est également championne du monde du 100 m papillon S9 et du 200 m 4 nages SM9 ainsi que médaillée d'argent sur le 400 m nage libre S9 en 2022. En avril 2024, elle conserve son titre européen sur le 100 m papillon S9. Pour ses troisièmes Jeux en 2024, Konkoly remporte l'or en 400 m nage libre S9 en 4 min 39 s 78, battant la championne paralympique en titre, l'Australienne Lakeisha Patterson.

## Palmarès

### Jeux paralympiques
- Jeux paralympiques d'été de 2024 à Paris :
  -  400 m nage libre S9
- Jeux paralympiques d'été de 2020 à Tokyo :
  -  100 m papillon S9
  -  200 m 4 nages SM9
  -  400 m nage libre S9
- Jeux paralympiques d'été de 2016 à Rio de Janeiro :
  -  100 m papillon S9

### Championnats du monde
- Championnats du monde 2023 à Manchester :
  -  200 m 4 nages SM9
  -  100 m papillon S9
- Championnats du monde 2022 à Funchal :
  -  100 m papillon S9
  -  200 m 4 nages SM9
  -  400 m nage libre S9
- Championnats du monde 2017 à Mexico :
  -  100 m dos S9